# Новобіктімірово
Новобіктімі́рово (рос. Новобиктимирово, башк. Яңы Биктимер) — присілок у складі Бірського району Башкортостану, Росія. Входить до складу Старопетровської сільської ради.
Населення — 34 особи (2010; 36 у 2002).
Національний склад:
- башкири — 94 %